# Oxfilé

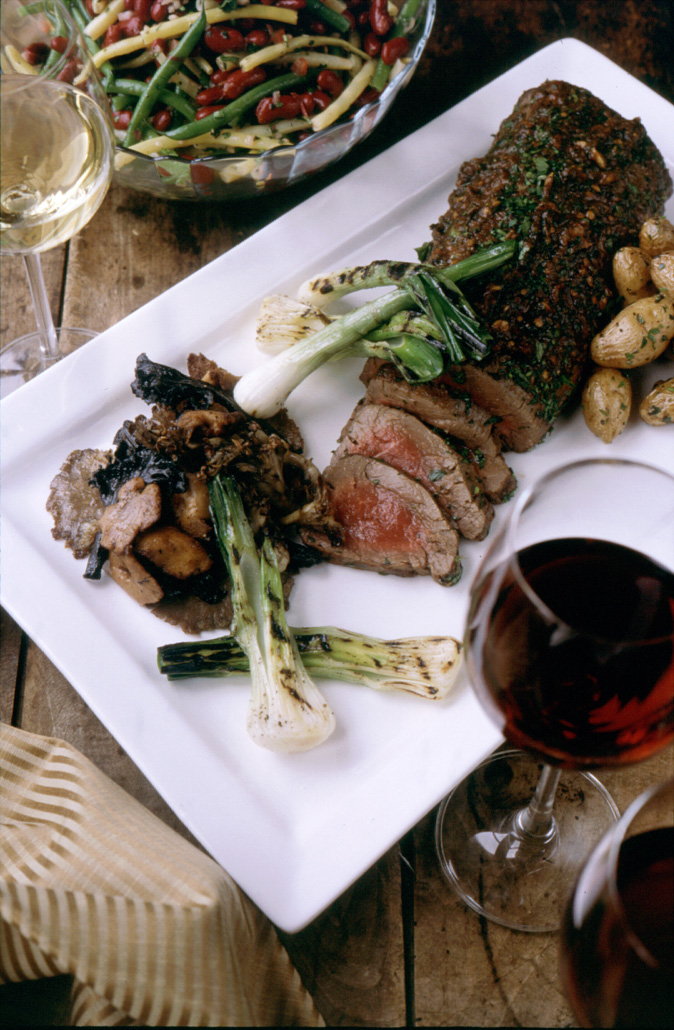
Ugnsbakad oxfilé.

Oxfilé är filén från det vuxna nötkreaturets slaktkropp. Dess tjockaste och ur matlagningssynpunkt finaste del kallas filéns "hjärta", cœur de filet. Oxfilé anses vara en delikatess i vilken form den än serveras och sitter under stället där ryggbiffen finns längs djurets ryggrad. Det är vanligt att den ugnsbakas eller delas rå i tämligen tjocka skivor som var och en grillas eller steks till s.k. tournedos eller chateaubriand. En tjock bit oxfilé som först steks eller grillas och därefter delas i skivor, vanligen två, används för tillagning av chateaubriand, som serveras med persiljesmör. En klassisk rätt är biff Rydberg, som görs av oxfilé skuren i tärningar. Innertemperaturen för tillagning av oxfilé är 53 °C för rare (blodigt), 58 °C för medium och 70 °C för well done (välstekt).
Ordet oxfilé är belagt i svenska språket sedan 1879.